# Любехув-Дольни
Любехув-Дольни (пол. Lubiechów Dolny, нім. Nieder Lübbichow) — село в Польщі, у гміні Цединя Грифінського повіту Західнопоморського воєводства.
Населення — 203 особи (2011).
У 1975-1998 роках село належало до Щецинського воєводства.

## Демографія
Демографічна структура станом на 31 березня 2011 року:
|          | Загалом | Допрацездатний вік | Працездатний вік | Постпрацездатний вік |
| -------- | ------- | ------------------ | ---------------- | -------------------- |
| Чоловіки | 109     | 24                 | 73               | 12                   |
| Жінки    | 94      | 20                 | 50               | 24                   |
| Разом    | 203     | 44                 | 123              | 36                   |